# Дом Амалье
Дом Амалье́ (кат. Casa Amatller; по-русски иногда неправильно пишется «Аматльер») — барселонское здание в стиле, колеблющемся между неоготикой и модерном. Свой нынешний вид получило между 1898 и 1900 годами по проекту архитектора Ж. Пуч-и-Кадафалка (кат. Josep Puig i Cadafalch).
Дом Амалье находится на улице Пасео-де-Грасия (кат. Passeig de Gràcia) в районе Эшампле (кат. Eixample) рядом с домом Бальо и домом Лео Морера и вместе с ними является частью «Квартала раздора», названного так из-за стилистической неоднородности образующих его модернистских зданий.

## История
Дом, построенный в 1875 году, в 1898 году куплен кондитером Антонио Амалье, и его реконструкция была поручена архитектору Ж. Пуч-и-Кадафальку. В ходе работы, в которой участвовала целая группа художников и мастеров прикладного искусства, выполнена перепланировка и художественное оформление дома.
В 1976 году королевским указом дом Амалье объявлен памятником национального значения. В верхних этажах здания размещается Институт испанского искусства Амалье (кат. Institut Amatller d’Art Hispànic), располагающий обширной библиотекой по теме искусства Испании.

## Архитектура
У здания необычный ступенчатый фронтон, напоминающий произведения голландской готики, а в оформлении окон верхних этажей заметны мотивы испанской готики. Галерея четвёртого этажа украшена колоннами с ажурными капителями. Нежный розово-песчаный цвет отделки фасадной стены отсылает к профессии заказчика здания. Скульптурное оформление фасада выполнено главным образом Эусеби Арнау-и-Маскортом (кат. Eusebi Arnau i Mascort). Главный вход украшен скульптурами на библейские темы (в частности, фигурой сражающегося с драконом святого Георгия) и сюжеты средневековых легенд; размещённые выше аллегорические изображения представляют музыку, живопись, архитектуру и скульптуру. Над входом расположен также аллегорический портрет домовладельца.
У здания два входа — более высокий был предназначен для въезда в вестибюля запряжённых карет; между входными дверями размещён гербовой щит Амалье.

## Интерьер
Отделка вестибюля здания и главной лестницы характерна для каталонского модерна — использовано сочетание камня (колонны), дерева (потолок), кованого железа (лампы), цветного кафеля (облицовка стен). Внутренний двор дома Амалье накрыт витражом.